# Baronía de Alacuás
La baronía de Alacuás es un título nobiliario español creado por el rey Felipe IV de España en 1627 a favor de Jaime García de Aguilar, vicecanciller del reino de Valencia.
Este título fue rehabilitado en 1916 por el rey Alfonso XIII a favor de Federico Trenor y Palavicino, hijo de Federico Trenor y Bucelli y de Concepción Palavicino e Ibarrola, hija ésta de los marqueses de Mirasol.
Su denominación hace referencia al municipio de Alacuás en la provincia de Valencia.

## Antecedentes
La villa de Alacuás fue entregada en señorío a Bernardo Castellón en 1238 por el rey Jaime I de Aragón, pero posteriormente pasó a la Corona.
En 1319, Juan Escrivá, compró el señorío, que fue adquirido más tarde por la familia Vilaragut que lo vendió a los Aguilar, cuyo descendiente Jaime García de Aguilar fue reconocido como I barón de Alacuás por el rey Felipe IV de España.
Este señorío pasó a integrar el patrimonio de los "Pardo de La Casta", siendo Luis Pardo de La Casta y Vilanova elevado a conde de Alacuás por el rey Felipe IV. Los señoríos fueron abolidos definitivamente en 1837

## Barones de Alacuás
|                                  | Titular                          | Periodo                          |
| Creación por Felipe IV de España | Creación por Felipe IV de España | Creación por Felipe IV de España |
| -------------------------------- | -------------------------------- | -------------------------------- |
| I                                | Jaime García de Aguilar          | 1627-                            |
| Rehabilitado por Alfonso XIII    |                                  |                                  |
| II                               | Federico Trenor y Palavicino     | 1916-                            |
| III                              | Jesusa Trenor y Mascarós         | 1958-                            |
| IV                               | Federico Trenor y Trenor         | 1985-5/11/2012                   |

## Historia de los barones de Alacuás
- Jaime García de Aguilar, I barón de Alacuás.

Rehabilitado en 1916 por:
- Federico Trenor y Palavicino (n. en 1868), II barón de Alacuás.

1. Casó con María Mascarós y Abargues. Le sucedió su hija:

- Jesusa Trenor y Mascarós, III baronesa de Alacuás.

1. Casó con Eulogio Trenor y Despujol. Le sucedió su hijo:

- Federico Trenor y Trenor (1934-5/11/2012), IV barón de Alacuás.  Abogado del Estado, letrado de las Cortes Españolas, subsecretario de Hacienda y Comercio, Grandes Cruces del Mérito Civil y del Mérito Agrícola, fue albacea y tutor de Luis Alfonso de Borbón.

1. Casó con Amparo Corell Orrios. Sin descendencia